# Austroasiatiske sprog
De austroasiatiske sprog er en stor sprogfamilie i Sydøstasien og Indien. Navnet kommer fra det latinske ord for "syd" og det græske navn "Asien."
De austroasiatiske sprog er fordelt i afgrænsede områder henover Sydøstasien og Indien, adskilt af områder hvor der tales andre sprog. Det er den almindelige opfattelse at de austroasiatiske sprog er de oprindelige sprog i Sydøstasien og Indien, mens de øvrige sprog i området, inklusive de indoeuropæiske sprog, tai-kadai sprogene og de sino-tibetanske sprog, er resultatet af senere folkevandringer. Nogle sprogfolk har forsøgt at bevise at austroasiatiske sprog er beslægtede med austronesiske sprog.
Der er to hovedgrupper af de austroasiatiske sprog: mon-khmer sprogene i Sydøstasien og munda-sprogene i det øst-centrale og centrale Indien. Ethnologue identificerer 168 austroasiatiske sprog, heraf er 147 mon-khmer sprog og 21 er munda-sprog. 
De austroasiatiske sprog inddeles i:
- Mon-khmer sprogene
  - Aslian sprog (19 sprog) på den malaysiske halvø.
  - Østlige mon-khmer sprog (67 sprog) omfatter khmer i Cambodja og andre sprog i Cambodja, Laos og Vietnam.
  - Moniske sprog (2 sprog) er mon i Burma og nyahkur i Thailand.
  - Nikobar-sprog (6 sprog) er sprogene på Nikobarerne, en indisk øgruppe.
  - Nordlige mon-khmer sprog (38 sprog) omfatter Khasi i den indiske delstat Meghalaya, Khmu i Laos og andre sprog det nordlige Burma, Laos, og Thailand, og det sydlige Kina.
  - Palyu, et sprog det sydlige Kina.
  - Viet-muong sprog (10 sprog), omfatter vietnamesisk som er det austroasiatiske sprog som har flest talende, og andre sprog i Vietnam og Laos.
  - 4 mon-khmer sprog i det sydlige Kina er ikke klassificerede.

- Munda-sprogene
  - Nordlige munda-sprog (12 sprog)
  - Sydlige munda-sprog (9 sprog)

Kun vietnamesisk, khmer og mon er skriftsprog.